# Муйне, Робер
Робер Муйне (фр. Robert Mouynet; род. 25 марта 1930, Тулуза) — французский футболист, игравший на позиции защитника.

## Клубная карьера
Муйне начал свою карьеру в 1949 году в клубе из родного города — «Тулуза». В последнем сезоне в клубе помог команде выиграть Лигу 2 и выйти в высший дивизион. В 1953 году перешёл в «Канн». Через 2 года перебрался в «Олимпик Лион». В 1963 году завершил карьеру футболиста, выступая за родной клуб «Тулуза».

## Выступление за сборную
В составе сборной был участником чемпионата мира 1958 в Швеции, на котором команда завоевала бронзовые медали, но Муйне все матчи провёл на скамейке запасных. За сборную не провёл ни одного официального матча.

## Достижения

### Клубные
«Тулуза»
- Чемпион Лиги 2ː 1952/53

### Международные
- Бронзовый призёр Чемпионата мираː 1958